# Безедж
Безе́дж (перс. بزج‎) — село на севере Ирана, в остане Альборз. Входит в состав шахрестана Талекан. Является частью дехестана (сельского округа) Миан-Талекан бахша Меркези.

## География
Село находится в северо-западной части Альборза, в горной местности южного Эльбурса, на расстоянии приблизительно 37 километров к северо-северо-западу (NNW) от Кереджа, административного центра провинции. Абсолютная высота — 2300 метров над уровнем моря.

## Население
По данным переписи 2006 года население села составляло 335 человек (173 мужчины и 162 женщины). В Безедже насчитывалось 84 семьи. Уровень грамотности населения составлял 85,97 %. Уровень грамотности среди мужчин составлял 89,6 %, среди женщин — 82,1 %.